# Сіра сплюшка
Сіра сплюшка (Ptilopsis) — рід совоподібних птахів родини совових (Strigidae). Представники цього роду мешкають в Африці на південь вілд Сахари.

## Види
Виділяють два види:
- Сплюшка сіра (Ptilopsis leucotis)
- Сплюшка південна (Ptilopsis granti)

## Етимологія
Наукова назва роду Ptilopsis походить від сполучення слів дав.-гр. πτιλον — перо і οψις — обличчя.